# 河崎祐長
河崎 祐長（かわさき すけなが）は、戦国時代から江戸時代初期にかけての武将。日向伊東氏の家臣。

## 略歴
河崎氏は伊東祐重の日向国下向に際し伊東氏に従って京より下向以来、下向の四天王として家中で重きをなしたが、祐長の姉が伊東義祐の側室として嫁ぎ祐兵を生んだことで、伊東氏と一層関係を強めた。
祐長は、伊東氏が日向をほぼ支配し、四十八城を置いた時には目井城主に任ぜられていたが、天正5年（1577年）一時的に伊東氏が衰退した際は目井にいたため豊後国退去には同行せず、外ノ浦の弥太夫という人物を頼み、海路をとって豊後に向かった。
翌天正6年（1578年）、大友氏が島津氏との合戦で敗北を喫すると（耳川の戦い）、大友家家臣と共に伊東家家臣も戦死。結果的にこの敗戦の発端の一つとなった伊東義祐・祐兵親子は大友氏から疎まれ始め、その上大友義統が祐兵を殺して祐兵夫人・阿虎（伊東義益嫡女）を奪い取ろうとしているとの風聞が聞こえてきたため、祐長は一計を案じて義祐一家の脱出の手引きをした。義祐・祐兵夫妻や従者20余人と共に豊予海峡を渡り、一行は伊予国の道後に河野氏を頼った。伊予に渡った主従の生活は窮乏し祐長は酒造りを営んでその生活を支えたという。この頃、祐長は三峯という山伏を雇い、大峯修行の護摩を焼いて毎年供養をしていた。この三峯が播磨国で同じ伊東一族（尾張伊東氏）の伊東長実に出会い、その斡旋で伊東祐兵ら主従は織田氏へ仕官することになる。
本能寺の変以降、伊東氏は羽柴秀吉に仕え、山崎の合戦や賤岳の戦いに従軍して功を立てると共に九州平定では平定軍の先導役を務め上げる功績を挙げて、豊臣近世大名として旧領の飫肥に再興を果たした。伊予での浪人時代から祐兵に従ってきた祐長は伊東家大名再興における第一の功臣とされ、以後は清武城主に任ぜられた。文禄・慶長の役の際は高齢のため日向にあって留守を預かり、代わって子権助が朝鮮に渡って軍役を務めた。稲津重政が飫肥藩内で強い影響力を持つようになると、祐長は讒言によって一時日向国を出奔したが、のちに帰参した。
元和元年（1615年）、死去。